# 萨拉查枢机医院

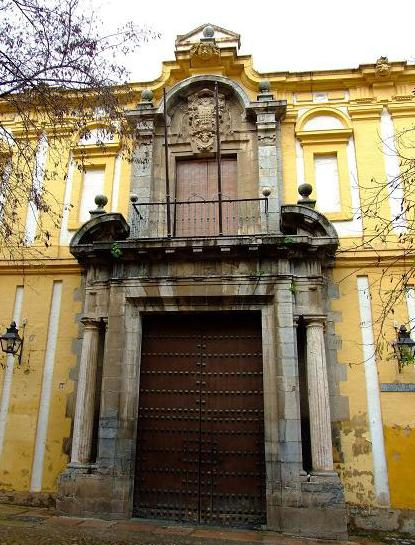

萨拉查枢机医院（Hospital del Cardenal Salazar）原名枢机主教总医院（Hospital General del Cardenal），目前是科尔多瓦大学的哲学与文学系的所在地。它曾是位于西班牙科尔多瓦的一所综合性医院，建于1703年，位于科尔多瓦历史中心，由天主教科尔多瓦教区枢机主教佩德罗·德萨拉扎·古铁雷斯·德托莱多（Pedro de Salazar Gutiérrez de Toledo）创立。
这座建筑是由胡安·安东尼奥·卡马乔·萨维德拉（Juan Antonio Camacho de Saavedra）设计，立面入口处为多立克柱式的柱子。房间四周是庭院，带来阳光和空气。